# Joseph Dion Ngute
Joseph Dion Ngute (n. 12 martie 1954, Ndian⁠(d), Provincia de Sud-Vest, Camerun, Camerun) este un politician camerunez care ocupă în prezent funcția de prim-ministru al Camerunului, după numirea sa în ianuarie 2019. El i-a succedat lui Philémon Yang, care deținea această funcție din 2009.

## Cariera
Ngute s-a născut în sud-vestul Camerunului, în Bongong Barombi. Din 1966 până în 1971, a studiat la Lycée Bilingue de Buéa, unde a obținut nivelul A al certificatului general de educație nivel avansat. Din 1973 până în 1977, a urmat o școală postuniversitară la Universitatea din Yaoundé și a obținut o diplomă în drept. Apoi, din 1977 până în 1978, s-a înscris la Universitatea Queen Mary din Londra, unde a obținut un master în drept. Și, din 1978 până în 1982, a urmat programul de doctorat în drept la Universitatea din Warwick din Regatul Unit.
Din 1980, este profesor la Universitatea din Yaoundé II. În 1991, a ocupat funcția de director al Școlii Avansate de Administrație și Magistratură. În 1997, a intrat în guvern, ocupând funcția de ministru delegat la Ministerul Relațiilor Externe. În martie 2018 a fost numit ministru al atribuțiilor speciale la Președinția Republicii.

## Viața personală
Ngute provine din regiunea sud-vestică vorbitoare de limbă engleză a Camerunului (fostul Camerun de Sud) și este, de asemenea, un șef tribal local.